# Premio de Poesía Juan Bernier
El Premio Juan Bernier es concedido anualmente por el Ateneo de Córdoba a un poemario escrito en lengua castellana. Cada participante puede enviar cuantos desee, siempre que sean inéditos y no estén presentados a otro certamen.
Creado en 1985 por el Ateneo Casablanca, toma su nombre del poeta Juan Bernier (La Carlota, 1911 - Córdoba, 1989), miembro del célebre grupo Cántico. Casualmente existe otro premio con el mismo nombre, el Premio Juan Bernier de Arte, Arqueología e Historia, impulsado por la Asociación Arte, Arqueología e Historia, pero dedicado a las disciplinas a las que se consagrada esa entidad, por las que el poeta sintió auténtica pasión.
El premio en 2006 consistía en publicación de 1000 ejemplares de la obra en la colección Arca del Ateneo, dependiente de la institución, de los que doscientos corresponden al autor, distribuyéndose el resto de forma gratuita en bibliotecas públicas, centros de enseñanza y asociaciones culturales y sociales. El primer libro distinguido en este certamen que el Ateneo publicó en su colección Arca del Ateneo fue El silencio y otras manos, de Antonio Moreno Muñoz, ganador de la sexta convocatoria (1990). Anteriormente, la Diputación de Córdoba era la encargada de dicha labor.
Se entrega en el último trimestre del año respectivo, y se edita a lo largo del año siguiente.

## Lista de autores y libros premiados
- I Convocatoria (1985). Juan José Pérez Zarco (Córdoba 1956). Itaca. (Colección Polifemo. Diputación Provincial de Córdoba, 1985) y accésit honorífico a la obra Con las alas cortadas de Fernando Serrano, (Fernán Núñez), 1948. Componentes del Jurado: Juan Bernier, Carlos Rivera, Carlos Clementson, Manuel de César, Rafael Arjona.
- II Convocatoria (1986). Ganadores ex aequo Ignacio Ochoa de Olza Sanz,(Pamplona, 1940) Pájaro de ojos ciegos (Colección Polifemo. Diputación Provincial de Córdoba, 1987), y Eduardo Alejandro Chirinos Arrieta, (Perú), con la obra titulada El libro de los encuentros. Componentes del Jurado: Francisco Carrasco, Juana Castro, Juan José Pérez Zarco, Rafael Arjona, Manuel de César.
- III Convocatoria (1987). Declarado desierto por el jurado correspondiente ante la insuficiente calidad poética de las obras presentadas. Componentes del Jurado: Carlos Clementson, Juana Castro, José P. Zarco, Francisco Gálvez, José Luis Amaro.
- IV Convocatoria (1988). Ana María Sánchez, (Salamanca, 1962). Cavenes (Colección Polifemo. Diputación Provincial de Córdoba, 1989); y tres accésits honoríficos a Desalojados de Hebe Solves (Buenos Aires), La floresta de amianto de Alejandro López Andrada, Villanueva del Duque y Los azores mudados de Pedro Blanco Rubio (León). Componentes del Jurado: Manuel de César, Rafael Arjona, Juana Castro, Francisco Gálvez, José Luis Amaro.
- V Convocatoria (1989). Declarado desierto por el jurado correspondiente ante la insuficiente calidad poética de las obras presentadas. Componentes del Jurado:Juana Castro, Rafael Arjona, José Luis Amaro, Francisco Gálvez
- VI Convocatoria (1990). Antonio Moreno Muñoz (Córdoba), 1968). El silencio y otras manos (Córdoba, Arca del Ateneo, 1991; 50 páginas, ISBN 84-88175-00-0). Componentes del Jurado: Francisco Carrasco, Juana Castro, José Luis Amaro, Francisco Gálvez Moreno, Manuel Gahete.
- VII Convocatoria (1991). Manuel Pérez-Casaux (San Fernando, Cádiz, 1929)., In itínere (Córdoba, Arca del Ateneo), 1992; 80 páginas, ISBN 84-88175-04-3). Componentes del Jurado: Francisco Carrasco, Manuel Gahete, Fernando Serrano, Javier Sánchez Menéndez.
- VIII Convocatoria (1992). José Ramón Ayllón Guerrero (Zaragoza, 1953). Donde la piel no llega (Córdoba, Arca del Ateneo, 1994; 45 páginas, ISBN 84-88175-05-1). Componentes del Jurado: Antonio Flores Herrera, Federico Abad, Soledad Zurera, Antonio Varo Baena, Antonio Moreno Muñoz.
- IX Convocatoria (1993). Ángel González Quesada (Salamanca, 1952). Esto es una derrota (Córdoba, Arca del Ateneo, 1996; 50 páginas, ISBN 84-88175-08-6). Componentes del Jurado: Carlos Rivera, Francisco Carrasco, Manuel de César, Manuel Gahete, José A. Santano.
- X Convocatoria (1994). Declarado desierto por el jurado correspondiente ante la insufiente calidad poética de las obras presentadas. Componentes del Jurado: Manuel Gahete, Soledad Zurera, José A. Santano, Matilde Cabello.
- XI Convocatoria (1995). Declarado desierto por el jurado correspondiente ante la insuficiente calidad poética de las obras presentadas.
- XII Convocatoria (1996). Juan Tena Corredera (Madrid, 1950). Hojas sueltas (Córdoba, Arca del Ateneo, 1997; 50 páginas, ISBN 84-88175-12-4). Componentes del Jurado: Francisco Carrasco, Soledad Zurera, Antonio Varo Baena, Matilde Cabello, María Luz Escuín.
- XIII Convocatoria (1997). Prudencio Salces (Montalbán de Córdoba, 1951). El mesto de las rosas (Córdoba, Arca del Ateneo, 1998; 76 páginas, ISBN 84-88175-15-9). Componentes del Jurado: Manuel de César, Francisco Carrasco, Fernando Serrano, Antonio Varo Baena.
- XIV Convocatoria (1998). José Luis Perailes, (Puente Genil, 1968). Urbe inmóvil Córdoba, Arca del Ateneo, 1999). 73 páginas, ISBN 84-88175-21-3. Componentes del Jurado: Francisco Gálvez Moreno, Manuel Gahete, Miguel Ángel Toledano.
- XV Convocatoria (1999). Declarado desierto por el jurado correspondiente ante la insuficiente calidad poética de las obras presentadas. Componentes del Jurado: Antonio Varo Baena, Balbina Prior, Antonio Flores.
- XVI Convocatoria (2000). Rafaela Hames (Córdoba), El tránsito (Córdoba, Arca del Ateneo, 2001; 80 páginas, ISBN 84-88175-26-4). Componentes del Jurado: Manuel de César, Soledad Zurera, Antonio Varo Baena, Lola Moreno.
- XVII Convocatoria (2001). Filomena Romero (Melilla, 1950), residente en Málaga desde los 9 años). Orilla de zafiros (Córdoba, Arca del Ateneo, 2002; 80 páginas, ISBN 84-88175-32-9). Componentes del Jurado: Antonio Flores, Antonio Varo Baena, Lola Salinas.
- XVIII Convocatoria (2002). Antonio Marín Albalate (Cartagena, Murcia, 1955), Bajo whisky (Córdoba, Arca del Ateneo, 2004; 99 páginas, ISBN 84-88175-33-7). Componentes del Jurado: Manuel Gahete, Antonio Varo Baena, Jacinto Mañas.
- XIX Convocatoria (2003, (Fallado en 2004). Antonio Llamas, (Rute, (1972) Paraísos irregulares (Córdoba, Arca del Ateneo, 2004; 112 páginas, ISBN 84-88175-37-X). Componentes del Jurado: Francisco Carrasco, Soledad Zurera, Antonio Varo Baena.
- XX Convocatoria (2004). Manuel Rámila de Alarcón (Sevilla, 1959). Retorno a Mave (Córdoba, Arca del Ateneo, 2005; 120 páginas, ISBN 84-88175-38-8). Componentes del Jurado: Soledad Zurera, Pilar Sanabria, Antonio Varo Baena.
- XXI Convocatoria (2005). José Félix Olalla (Madrid, 1956). El canon de medicina (Córdoba, Arca del Ateneo, 2006; 210 páginas, ISBN 84-88175-43-4). Componentes del Jurado: Antonio Flores, Antonio Perea, Antonio Varo Baena.
- XXII Convocatoria (2006). Marcelino Fernández Piñón (Lugo, 1948), residente en Écija, Sevilla). Las horas tardías (Córdoba, Arca del Ateneo, 2007; 78 páginas, ISBN 84-88175-44-2). Componentes del Jurado: Antonio Perea, Antonio Varo Baena, Antonio Flores.
- XXIII Convocatoria (2007). Pilar Sanabria Cañete, (Córdoba). Estado natural. (Córdoba) Arca del Ateneo, 2007. Componentes del Jurado: Antonio Flores, Manuel Gahete, Manuel Rámila, Antonio Perea y Antonio Varo Baena.
- XXIV Convocatoria (2008). Santiago Alfonso López Navia, Madrid Ética y retórica a Jacobo Sadnees. (Córdoba) Arca del Ateneo, 2008. Componentes del Jurado: Antonio Flores, Manuel Rámila, Balbina Prior, Antonio Varo Baena y Antonio Perea Torres.
- XXV Convocatoria (2009). Antonio García de Dionisio, Manzanares (Ciudad Real) Totalidad de la Espera. (Córdoba), Arca del Ateneo, 2009. Componentes del Jurado: Soledad Zurera, Antonio Flores, Alfredo Jurado Reyes, Manuel Sanchiz, Antonio Varo Baena y Antonio Perea Torres.